# Northborough (Massachusetts)
Northborough – miasto w Stanach Zjednoczonych, w stanie Massachusetts, w hrabstwie Worcester.